# Storenosoma bondi
Espèce
Storenosoma bondi est une espèce d'araignées aranéomorphes de la famille des Amaurobiidae.

## Distribution
Cette espèce est endémique de Nouvelle-Galles du Sud en Australie. Elle se rencontre dans la forêt d'État de Bondi et le parc national du Kosciuszko.

## Description
Le mâle holotype mesure 6,90 mm et la femelle paratype 6,50 mm

## Étymologie
Son nom d'espèce lui a été donné en référence au lieu de sa découverte, la forêt d'État de Bondi.

## Publication originale
- Milledge, 2011 : A revision of Sterenosoma Hogg and description of a new genus, Oztira (Araneae: Amaurobiidae). Records of the Australian Museum, vol. 63, p. 1-32 (texte intégral).